# Carl O. Sauer
Carl Ortwin Sauer (* 24. Dezember 1889 in Warrenton, Missouri; † 18. Juli 1975 in Berkeley, Kalifornien) war ein US-amerikanischer Geograph. Mit seinem historisch orientierten Ansatz zur Erforschung von Kulturlandschaften prägte er die US-amerikanische Kulturgeographie nachhaltig.

## Leben
Sauer wurde am 24. Dezember 1889 als Sohn deutschstämmiger Methodisten in Warrenton, Missouri, geboren. Als Schüler verbrachte er mehrere Jahre in Calw. Später besuchte Sauer bis zu seinem Abschluss 1908 das Central Wesleyan College in Warrenton, an dem auch sein Vater unterrichtete.
Anschließend studierte er zunächst Geologie an der Northwestern University und, ab dem folgenden Jahr, Geographie an der University of Chicago. Dort promovierte er 1915 bei Rollin D. Salisbury mit einer regionalgeographischen Studie über das Ozark-Plateau. Kurzzeitig war er im Kartenverlag Rand McNally und an der Massachusetts State Normal School in Salem tätig. Von 1915 bis 1923 war Sauer an der University of Michigan tätig. Dort 1922 zum Full Professor ernannt, wurde er im folgenden Jahr an die University of California, Berkeley berufen, wo er bis zu seiner Emeritierung 1957 blieb. 1940/41 fungierte er als Präsident der Association of American Geographers, 1955/56 als deren Ehrenpräsident.
Sauer starb am 18. Juli 1975, nur einen Monat nach seiner Ehefrau Lorena (geb. Schowengerdt), die er bereits zu Schulzeiten in Missouri kennengelernt und mit der er zwei Kinder hatte. Sowohl sein Sohn Jonathan D. Sauer (1918–2008) als auch seine Enkelin Margaret FitzSimmons (1947–2023), Tochter seiner Tochter Elizabeth, waren ebenfalls Geographieprofessoren.

## Grundpositionen
Sauer war zeitlebens tief durch seine Herkunft im ländlichen Mittleren Westen der Vereinigten Staaten geprägt und zeigte sich, wo immer er sich aufhielt, den „einfachen“ Leuten vor Ort verbunden. Er bevorzugte es daher, anlässlich seiner Forschung selbst mit diesen zu sprechen und die hierfür jeweils nötigen Sprachkenntnisse zu erwerben, was zu dieser Zeit keine Selbstverständlichkeit war. Im Rahmen seiner Aufenthalte in Lateinamerika eignete er sich daher autodidaktisch Kenntnisse in der spanischen Sprache an, außerdem beherrschte er neben Englisch und Deutsch auch Französisch. Zu seinen zentralen Anliegen gehörte die Bewahrung der ökologischen und kulturellen Vielfalt, die er durch Modernisierung und Urbanisierung gefährdet sah – Positionen, die sich im Nachhinein mit den Begriffen der Nachhaltigkeit und des Multikulturalismus beschreiben lassen, ohne dass Sauer selbst diese verwendet hätte.
Nachfolgenden Generationen galt Sauer als geradezu anti-modernistisch und reaktionär. Ihm und seinen Schülern wurde vorgeworfen, mit ihrer Forschung romantisierende Nostalgie zu betreiben. Zwar sprach sich Sauer laut seinem langjährigen Kollegen John Leighly 1932 für den eher liberal eingestellten Präsidentschaftskandidaten Franklin D. Roosevelt aus, mit den Jahren wurde er jedoch konservativer und pessimistischer, was institutionalisierte Politik und zentralisierte Bürokratie im Allgemeinen betraf. Allerdings hatten sich bereits seine Erfahrungen als ein Gründer des Michigan Land Economic Survey, für das er anwendungsorientierte Feldmethoden entwickelt hatte, negativ auf seine Einstellung zu bürokratisch-formelhaftem Denken ausgewirkt und seinen Abgang aus Michigan sowie den Wechsel seines Forschungsschwerpunktes nach sich gezogen. Wissenschaftspolitischen Einfluss nahm er jedoch auch in den Folgejahren, unter anderem als Mitglied der Auswahlgremien für die Vergabe der Guggenheim-Stipendien (1936–1965) und der Stipendien der Wenner-Gren Foundation for Anthropological Research. Außerdem war er an der Gründung des Soil Conservation Service (heute Natural Resources Conservation Service) 1932 beteiligt, einer dem Landwirtschaftsministerium der Vereinigten Staaten unterstellten Behörde, und für diese anschließend beratend tätig.
Sauer pflegte enge Kontakte nach Deutschland und eröffnete zahlreichen deutschen Geographen, darunter Albrecht Penck, Oskar Schmieder, Karl J. Pelzer, Fritz Bartz und Gottfried Pfeifer, die Möglichkeit eines Gastaufenthalts in Berkeley. Überzeugt vom Humboldtschen Bildungsideal der Einheit von Forschung und Lehre, lehnte er hingegen die akademische Ausbildung an britischen Universitäten als vermeintlich mangelhaft ab und stellte niemals einen britischen Geographen ein.

## Werk und Wirken
In seinem Aufsatz The Morphology of Landscape von 1925 trifft Sauer die Aussage, dass die Untersuchung einer Landschaft Rückschlüsse zulässt auf die sie prägende jeweilige menschliche Kultur. Mit diesem Ansatz wandte er sich gegen den damals in der US-amerikanischen Geographie vorherrschenden Umwelt- oder Geodeterminismus, ersetzte ihn jedoch durch eine Art Kulturdeterminismus, der Kultur als eigenständige Erklärung behandelt, ohne den sozialen Kontext zu untersuchen, aus dem sie entsteht. In späteren Jahren äußerte er sich enttäuscht, dass dieser vergleichsweise kurze Aufsatz unter Geographen mehr Beachtung gefunden hatte als seine umfangreicheren Arbeiten. Darüber hinaus legte Sauer seine theoretischen Grundlagen kaum systematisch dar, was mutmaßlich zur Breite an unterschiedlichen Interpretationen seines Denkens beitrug. Seine Feldforschung ergänzte er ab Mitte der 1930er Jahre durch Archivarbeit, welche jene in späteren Jahren immer weiter ersetzte.
Vielleicht noch mehr als über seine schriftlichen Werke war Sauer als akademischer Lehrer einflussreich. Er war zentrale Figur der sogenannten „Berkeleyer Schule“ der Geographie und betreute über 40 Dissertationen, darunter die ersten 15 sowie 28 der ersten 35 Dissertationen am Berkeleyer Geographie-Institut. Dieses leitete er bis 1954 31 Jahre lang als Vorsitzender. Laut Daniel W. Gade waren bis 2014 neben fünf Büchern fast 600 weitere Kommentare über Sauer veröffentlicht worden, mehr als über jeden anderen Geographen des 20. Jahrhunderts.

## Auszeichnungen und Ehrungen
Sauer erhielt zahlreiche Auszeichnungen und Ehrungen, u. a. 1940 die Charles P. Daly Medal der American Geographical Society, 1957 die Vega-Medaille der Schwedischen Gesellschaft für Anthropologie und Geographie, 1959 die Alexander-von-Humboldt-Medaille der Gesellschaft für Erdkunde und 1975, kurz vor seinem Tod, die Victoria Medal der Royal Geographical Society. Die Universität Heidelberg (1956, anlässlich einer Gastprofessur), die Syracuse University (1958), die University of California, Berkeley (1960) und die University of Glasgow (1965) verliehen Sauer die Ehrendoktorwürde. 1944 wurde er zum Mitglied der American Philosophical Society gewählt.

## Schriften (Auswahl)

### Monographien
- Geography of the Upper Illinois Valley and History of Development (= Illinois Geological Survey, Bulletin. Band 27). 1916, OCLC 1113883.
- The Geography of the Ozark Highland of Missouri (= The Geographic Society of Chicago, Bulletin. Band 7). 1920, OCLC 22892.
- Geography of the Pennyroyal (= Kentucky Geological Survey, Ser. 6. Band 25). 1927, OCLC 863169681.
- Carl Sauer und Donald Brand: Aztatlán: Prehistoric Mexican Frontier on the Pacific Coast (= Ibero-Americana. Band 1). 1932, OCLC 2792284.
- The Road to Cíbola (= Ibero-Americana. Band 3). 1932, OCLC 2803086.
- The Distribution of Aboriginal Tribes and Languages in Northwestern Mexico (= Ibero-Americana. Band 5). 1934, OCLC 2732498.
- Aboriginal Population of Northwestern Mexico (= Ibero-Americana. Band 10). 1935, OCLC 1899755.
- Man in Nature: America before the Days of the White Man. A First Book in Geography. Scribner's, New York 1939, OCLC 2066430.
- Colima of New Spain in the Sixteenth Century (= Ibero-Americana. Band 29). 1948, OCLC 2772807.
- Agricultural origins and dispersals (= Bowman Memorial Lectures, Series 2). American Geographical Society, New York 1952, OCLC 3917 (1972 erneut veröffentlicht unter dem Titel „Seeds, Spades, Hearths, and Herds: The Domestication of Animals and Foodstuffs“).
- The Early Spanish Main. University of California Press, Berkeley, Los Angeles 1966, OCLC 485687.
- Northern Mists. University of California Press, Berkeley, Los Angeles 1968, OCLC 439610.
- Sixteenth Century North America: The Land and the People as seen by the Europeans. University of California Press, Berkeley, Los Angeles 1971, OCLC 215780.
- Seventeenth Century North America. Turtle Island, Berkeley 1980, OCLC 7061103.

### Aufsätze
- The Survey Method in Geography and Its Objective. In: Annals of the Association of American Geographers. Band 14, Nr. 1, 1924, S. 17–33, doi:10.1080/00045602409356891.
- The Morphology of Landscape. In: Publications in Geography. Band 2, Nr. 2, 1925, S. 19–53 ((Gekürzte) deutsche Fassung „Die Morphologie der Landschaft“ in: Brigitte Franzen und Stefanie Krebs (Hrsg.): Landschaftstheorie. Texte der Cultural Landscape Studies. Verlag der Buchhandlung Walther König, Köln 2005, ISBN 3-88375-909-0, S. 91–107.).
- Recent Developments in Cultural Geography. In: E. C. Hayes (Hrsg.): Recent Developments in the Social Sciences. Lippincott, New York 1927, OCLC 602704138, S. 154–212.
- Carl Sauer und Donald Brand: Prehistoric Settlements of Sonora, with Special Reference to Cerros de Trincheras. In: Publications in Geography. Band 5, Nr. 3, 1931, S. 67–148.
- Destructive Exploitation in Modern Colonial Expansion. In: Comptes Rendus du Congres International de Géographie, Amsterdam. Band 2, 1938, S. 494–499.
- Foreword to Historical Geography. In: Annals of the Association of American Geographers. Band 31, Nr. 1, 1941, S. 1–24, doi:10.1080/00045604109357211.
- The Personality of Mexico. In: Geographical Review. Band 31, Nr. 3, 1941, S. 353–364, doi:10.2307/210171.
- A Geographic Sketch of Early Man in America. In: Geographical Review. Band 34, Nr. 4, 1944, S. 529–573, doi:10.2307/210028.
- Early Relations of Man to Plants. In: Geographical Review. Band 37, Nr. 1, 1947, S. 1–25, doi:10.2307/211359.
- Cultivated Plants of South and Central America. In: Physical Anthropology, Linguistics, and Cultural Geography of South American Indians (= Handbook of South American Indians. Band 6). 1950, S. 487–543 (biodiversitylibrary.org).
- Grassland Climax, Fire, and Man. In: Journal of Range Management. Band 3, Nr. 1, 1950, S. 16–21, doi:10.2307/3894702.
- The Agency of Man on the Earth. In: William L. Thomas, Jr. (Hrsg.): Man's Role in Changing the Face of the Earth. Chicago University Press, Chicago 1956, OCLC 1124044760, S. 49–69.
- The Education of a Geographer. In: Annals of the Association of American Geographers. Band 46, Nr. 3, 1956, S. 287–299, doi:10.1111/j.1467-8306.1956.tb01510.x.
- On the Background of Geography in the United States. In: Hans Graul und Hermann Overbeck (Hrsg.): Heidelberger Studien zur Kulturgeographie: Festgabe zum 65. Geburtstag von Gottfried Pfeifer (= Heidelberger Geographische Arbeiten. Band 15). Steiner, Wiesbaden 1966, S. 59–71.
- The Fourth Dimension of Geography. In: Annals of the Association of American Geographers. Band 64, Nr. 2, 1974, S. 189–195, doi:10.1111/j.1467-8306.1974.tb00969.x.
- Man's Dominance by Use of Fire. In: Geoscience and Man. Band 10, 1975, S. 1–13.